# Trận phòng thủ Luga
Trận phòng thủ Luga diễn ra từ ngày 6 tháng 8 đến giữa tháng 9 năm 1941 là một trong các trận đánh ác liệt nhất tại mặt trận Tây Bắc Liên Xô trong giai đoạn quyết định của chiến dịch phòng thủ Leningrad do Phương diện quân Bắc và Cụm phòng thủ Leningrad (Liên Xô) tiến hành chống lại Cụm Tập đoàn quân Bắc (Đức). Quân đội Đức Quốc xã đã bị giam chân trước phòng tuyến Luga trong hơn 1 tháng. Chỉ đến khi Quân đoàn xe tăng 41 (Đức) tìm được chỗ yếu trong tuyến phòng ngự của Cụm phòng thủ Kingisepp (Liên Xô) tại khu vực Ivanovskoye - Porechye (???) ở phía Bắc Luga và các quân đoàn bộ binh 1, 28 (Tập đoàn quân 16) cùng Quân đoàn xe tăng 39 (tăng cường từ Tập đoàn quân xe tăng 3) mở cuộc đột kích vào khu vực Batetsky - Shimsk phía Nam Luga, Cụm tập đoàn quân "Bắc" (Đức) mới chọc thủng được tuyến phòng thủ Luga và tiến sâu về phía Nam Leningrad, hoàn thành bước 1 của Chiến dịch "Ánh sáng phương Bắc". Một bộ phận quân đội Liên Xô phòng thủ tại Luga bị bao vây.
Sau trận đánh này, Cụm tập đoàn quân "Bắc" (Đức) đã chia cắt được quân đội Liên Xô tại mặt trận phía Nam Leningrad với Phương diện quân Tây Bắc (tái lập), tiếp tục mở các cuộc tấn công về hướng Chudovo - Novgorod, cắt đứt đường sắt Moskva - Leningrad và tiến ra bờ Nam hồ Ladoga. Đại tướng G. K. Zhukov, tư lệnh mới của Phương diện quân Leningrad buộc phải thiết lập tuyến phòng thủ mới xung quanh phía Nam và Đông Nam Leningrad, phòng giữ bàn đạp Oranienbaum và mở các trận phản kích đẫm máu nhằm lấy lại khu vực "cổ chai" Mga - Sinyavino.

## Tình huống mặt trận
Tháng 8 năm 1941, quân đội Liên Xô phải tập trung lực lượng để đối phó với quân đội Đức Quốc xã trên cả ba hướng chiến lược. Hướng Tây Bắc với trọng tâm là Leningrad; hướng Tây với trọng tâm là Smolensk, được coi như cửa ngõ của Moskva và hướng Tây Nam với trọng tâm là Kiev. Cả ba cụm tập đoàn quân "Bắc", "Trung tâm" và "Nam" của quân đội Đức Quốc xã trên mặt trận Xô-Đức đều còn khá sung sức. Các tập đoàn quân xe tăng 1, 2, 3, 4 thường xuyên được bổ sung và tăng viện bởi các lực lượng dự bị. Quân đội các nước đồng minh của Đức Quốc xã như Ý, Phần Lan, Romania, Hungary, Slovakia đều đã tham chiến trong hàng ngũ quân Đức.
Trên hướng Leningrad, sau khi bẻ gãy cuộc phản công của Tập đoàn quân 11 (Liên Xô) tại khu vực Soltsy, đầu tháng 8 năm 1941, thống chế Wilhelm von Leeb lệnh cho tướng Erich Höpner tiếp tục sử dụng Tập đoàn quân xe tăng 4 làm mũi chủ công tiến đánh Leningrad, các tập đoàn quân 16, 18 phát triển rộng sang hai bên sườn để yểm hộ cho mũi đột kích chính bằng xe tăng.
Sau khi buộc phải bỏ phòng tuyến Pskov - Opochka, Bộ tổng tư lệnh hướng Tây Bắc của quân đội Liên Xô quyết định chọn tuyến sông Luga làm tuyến phòng thủ chính che chở cho Leningrad. Nguyên soái K. E. Voroshilov coi các cụm cứ điểm Narva, Kingisepp, Ivanovskoye, Bolshoy Sabsk, Luga, Batetsky, Shimsk ở tuyến 1 và các cụm cứ điểm Ust-Luga, Kotly, Siversky, Selogora và Novgorod ở tuyến 2 là các quyết chiến điểm trong phòng ngự để đánh bại quân đội Đức Quốc xã trên hướng Tây Nam và Nam Leningrad.

## Binh lực và kế hoạch

### Quân đội Đức Quốc xã
Ngay từ ngày 30 tháng 7 năm 1941, Tổng hành dinh quân đội Đức Quốc xã đã ra Chỉ thị số 34 giao nhiệm vụ đặc biệt cho Cụm tập đoàn quân "Bắc" (Đức) không chỉ bao vây, đánh chiếm Leningrad mà còn bao hàm cả nhiệm vụ tiến ra eo đất Karelia để nối liên lạc với quân đội Phần Lan. Khoản 1 của chỉ thị này viết:
| “      | Để tiếp tục cuộc tấn công tại khu vực phía Bắc của mặt trận phía Đông, cần tiến hành các đòn đánh trên chính diện khu vực hồ Ilmen, bao vây Leningrad và thiết lập liên lạc với quân đội Phần Lan. Cuộc tấn công này có chiều sâu từ hồ Ilmen đến Volkhov và tấn công cả ở mặt Bắc lẫn mặt Nam để tiến sâu sang phía Đông hồ này. Cánh phải của cụm tập đoàn quân sẽ phát triển lên phía Bắc, hình thành một cánh cung lớn. Tất cả những lực lượng không tham gia vào các đòn tấn công ở phía Nam hồ Ilmen cần chuyển giao cho cánh Bắc. Trước khi kế hoạch bắt đầu cần phục hồi Tập đoàn quân xe tăng 3 để nó không mất quá nhiều thời gian bước vào tham chiến tại vùng hồ Valday. Thay vào đó, cánh trái của Cụm tập đoàn quân "Trung tâm" sẽ phát triển lên hướng Đông Bắc để khép chặt sườn với cánh phải của Cụm tập đoàn quân "Bắc". | ” |
| — OKW. | |   |

Thực hiện chỉ thị trên, thống chế Wilhelm von Leeb đã ra lệnh bố trí lại các lực lượng Đức Quốc xã tấn công vào phòng tuyến Luga như sau:
- Cụm "Bắc" do tướng Georg-Hans Reinhardt chỉ huy gồm có:
  - Quân đoàn xe tăng 41  có các sư đoàn xe tăng 1, 6, 8, Sư đoàn cơ giới 36 và Sư đoàn bộ binh 1.
  - Quân đoàn bộ binh 38 sử dụng cánh trái tham gia cụm này có Sư đoàn bộ binh 58.
- Cụm Luga do tướng Erich von Manstein chỉ huy gồm có:
  - Quân đoàn cơ giới 56 có Sư đoàn xe tăng 3, Sư đoàn cơ giới SS ""Polizei" và Sư đoàn bộ binh 269.
- Cụm Shimsk do tướng Kuno-Hans von Both chỉ huy gồm có:
  - Quân đoàn bộ binh 1 có các sư đoàn bộ binh 11, 22 và 126.
  - Quân đoàn bộ binh 28 có các sư đoàn bộ binh 21, 122, Sư đoàn cơ giới SS "Totenkopf" và Sư đoàn dự bị 96.

Tại cuộc họp Bộ chỉ huy Cụm tập đoàn quân "Bắc" ngày 1 tháng 8, cắc tướng Erich Höpner, Erich von Manstein và Georg-Hans Reinhardt đã nhất trí đánh giá khu vực từ ven hồ Ilmen đến Chudovo đều là địa hình thấp, lầy lội nên rất khó sử dụng xe tăng tại đây. Ngược lại, khu vực phía Bắc từ Kingisepp đến Krasnogvardeysk, nơi có con đường sắt ven Baltic chạy qua có mạng lưới giao thông phát triển hơn. Do đó, cần bố trí các sư đoàn xe tăng tấn công trên hướng này. Do phải mất thêm thời gian chuyển quân từ cánh phải sang và vượt qua vùng rừng - đầm lầy giữa sông Narva và sông Luga, cuộc tấn công của Tập đoàn quân 16 (Đức) bị hoãn lại từ ngày 22 tháng 7 đến ngày 6 tháng 8.
Tuy nhiên, trong quá trình chiến dịch, ngày 25 tháng 8 năm 1941, cánh phải của Tập đoàn quân xe tăng 4 và cánh trái của Tập đoàn quân 16 bẻ gãy cuộc phản công của quân đội Liên Xô ở khu vực Staraya Russa, một lỗ hổng lớn trong tuyến phòng thủ của quân đội Liên xô đã xuất hiện trên hướng Shimsk - Chudovo. Lợi dụng cơ hội này, thống chế Wilhelm von Leeb đã thuyết phục được Bộ Tổng tham mưu lục quân Đức điều động Quân đoàn cơ giới 39 từ Tập đoàn quân xe tăng 3 đến tham gia tấn công và tạo ra một mũi tấn công thứ hai có xe tăng mở đường để chọc thủng tuyến phòng thủ Luga của quân đội Liên Xô ở phía Bắc hồ Ilmen.

### Quân đội Liên Xô
Phòng tuyến Luga của quân đội Liên Xô được thiết lập ngay từ khi quân Đức đang tấn công trên hướng Pskov. Hai cụm phòng thủ được thành lập trên bờ Đông sông Luga từ Narva đến Batetsky và một cụm phòng thủ được thiết lập ở khu vực phía Đông hồ Ilmen. Trận phản công Soltsy của Tập đoàn quân 11 (Liên Xô) mặc dù không thành công nhưng đã giành thêm thời gian cho Bộ tư lệnh mặt trận hướng Tây Bắc (Liên Xô) tổ chức tuyến phòng thủ Luga. Binh lực gồm có:
- Tuyến đầu:
  - Cụm Luga do thiếu tướng A. N. Astanin chỉ huy, trong thành phần có:
    - Bộ binh: Quân đoàn 41 (gồm các sư đoàn 111, 177 và 235); Trung đoàn 1 của Sư đoàn dân quân 3, các tiểu đoàn súng máy độc lập 260 và 262.
    - Pháo binh: Trung đoàn pháo nòng dài 541 và Lữ đoàn pháo binh khu vực Luga (không có phiên hiệu).
    - Thiết giáp: Sư đoàn xe tăng 24.

  - Cụm Kingisepp do thiếu tướng V. V. Semashko chỉ huy, trong thành phần có:
    - Bộ binh: Các sư đoàn chính quy 90 và 191; các sư đoàn dân quân 2 và 4; Trung đoàn học viên Trường bộ binh S. M. Kirov, Cụm phòng thủ khu vực số 21.
    - Pháo binh: Các trung đoàn pháo chống tăng 14 và 94; Trung đoàn pháo nòng dài 519.
    - Thiết giáp: Sư đoàn xe tăng 1 và Đoàn tàu hỏa bọc thép 60.

  - Tập đoàn quân 48 (nguyên là Cụm phòng thủ Novgorod 1) do trung tướng S. D. Akimov chỉ huy. thành phần gồm có:
    - Bộ binh: Các sư đoàn 128 và 311, Lữ đoàn bộ binh sơn chiến 1 và Trung đoàn độc lập 170.
    - Pháo binh: Trung đoàn lựu pháo 541.
    - Thiết giáp: Sư đoàn xe tăng 21.

Cuối thiến dịch, Tập đoàn quân 48 bị đánh tan. Các đơn vị còn lại của nó được tổ chức thành Cụm chiến dịch Novgorod 2 với sự bổ sung Sư đoàn xe tăng 28.
- Tuyến sau:
  - Cụm chiến dịch Neva do trung tướng P. S. Pshennikov chỉ huy, thành phần gồm có:
    - Bộ binh: Sư đoàn bộ binh 115, Sư đoàn cảnh vệ 1 NKVD; Lữ đoàn hải quân đánh bộ 4, các tiểu đoàn 1, 4, 5 của Bộ chỉ huy thành phố Leningrad.
    - Pháo binh: Trung đoàn pháo nòng dài 1577; Trung đoàn lựu pháo 230; Tiểu đoàn pháo chống tăng độc lập 24; tiểu đoàn súng cối độc lập 20.

  - Cụm chiến dịch Novgorod 2 do trung tướng I. T. Korovnikov chỉ huy, thành phần bao gồm tàn quân của Tập đoàn quân 48 và Sư đoàn xe tăng 28.

Tham gia phòng thủ trên hướng Narva ở phía Bắc hồ Chudskoye còn có Quân đoàn bộ binh 11 thuộc Tập đoàn quân 8.
- Lực lượng dự bị mạnh nhất của quân đội Liên Xô trên hướng này là Tập đoàn quân 34 do thiếu tướng K. M. Kachanov chỉ huy mới được điều động từ Moskva đến ngày 3 tháng 8 năm 1941 theo Chỉ thị số 00733 của STAVKA, gồm có:
  - Bộ binh: Các sư đoàn 163, 245, 257, 259 và 262.
  - Kỵ binh: Sư đoàn 25.
  - Thiết giáp: Trung đoàn cơ giới 3, các tiểu đoàn xe tăng độc lập 108 và 112.
  - Pháo binh: Các trung đoàn lựu pháo 264 và 644, các trung đoàn pháo chống tăng 171 và 759.

Tuy nhiên, Bộ tư lệnh hướng Tây Bắc (Liên Xô) không bố trí tập đoàn quân này trên tuyến phòng thủ Luga mà bố trí nó xen giữa Tập đoàn quân 11 và Tập đoàn quân 27, bên sườn phải của Tập đoàn quân xe tăng 4 (Đức) đang tấn công trên hướng Luga.
Ý đồ của Bộ tư lệnh hướng Tây Bắc (Liên Xô) là khi Tập đoàn quân xe tăng 4 (Đức) bị hút từ về hướng Luga và bị cầm chân trên tuyến sông này, các tập đoàn quân 11, 34 và 27 trên hướng Staraya Russa sẽ giáng một đòn phản công mạnh vào sườn phải của Tập đoàn quân xe tăng 4. Nguyên soái K. E. Voroshilov tin tưởng rằng đòn công kích từ phía sau không những sẽ buộc Cụm tập đoàn quân "Bắc" (Đức) phải chia sẻ lực lượng để đối phó mà còn tạo cơ hội hất quân Đức ra xa phòng tuyến Luga.

## Diễn biến
Ngày 6 tháng 8 năm 1941, mây mù bao phủ bầu trời khu vực Tây Nam Leningrad đã làm cho không quân Đức không thể nhìn rõ mục tiêu trên mặt đất. Mặc dù tất cả các đơn vị thiết giáp, bộ binh và pháo binh của Tập đoàn quân xe tăng 4 (Đức) đều đã vào vị trí xuất phát tấn công nhưng tướng Erich Höpner vẫn buộc phải hoãn cuộc tấn công và chỉ tiến hành các trận đánh trinh sát chiến đấu nhằm xác định rõ hơn các vị trí phòng thủ của quân đội Liên Xô. Hai ngày sau, khi bầu trời vẫn không quang đãng hơn, quân Đức buộc phải tấn công trong điều kiện không có không quân cường kích yểm hộ.

### Hướng Luga
Ngay trong ngày đầu tiên, cuộc tấn công của các Sư đoàn xe tăng 1, 6, Sư đoàn cơ giới 36 và Sư đoàn bộ binh 1 (Đức) vào khu phòng thủ Luga của quân đội Liên Xô đã vấp phải sự chống trả quyết liệt. Những bãi mìn và thủy lôi trả dài từ phía Bắc đến phía Nam Luga và trên sông Luga đã làm cho công binh Đức không thể bắc được cầu phao qua sông. Hệ thống hào chống tăng dày đặc và các bãi mìn được công binh Liên Xô do tướng K. P. Pyadyshev chỉ đạo bố trí trên các con đường cao tốc P23 và M20 nối Pskov với Luga đã cản trở đáng kể tốc độ tấn công của các đơn vị thiết giáp Đức. Mặc dù không có không quân yểm hộ nhưng tại các hỏa điểm được xây dựng kiên cố xung quanh khu vực Luga, các tiểu đoàn pháo chống tăng, các tiểu đoàn và đại đội súng máy độc lập của Cụm phòng thủ Luga đã đẩy lùi hàng chục đợt tấn công của quân Đức từ ngày 8 đến ngày 10 tháng 8 năm 1941.
Sang ngày thứ ba của cuộc tấn công, chỉ có Sư đoàn xe tăng 1 và Sư đoàn bộ binh 1 tiến lên được từ 3 đến 5 km nhưng vẫn phải dừng lại trước căn cứ bàn đạp Luga và gọi pháo binh yểm hộ trước hỏa lực bắn thẳng dày đặc của quân đội Liên Xô. Cho rằng binh lực hai bên trên hướng Luga khá cân bằng và nắm được tin tình báo về việc Sư đoàn xe tăng 24 của quân đội Liên Xô đã di chuyển đến Luga, tướng Erich Höpner yêu cầu thống chế Wilhelm von Leeb cho dừng cuộc công kích tại bàn đạp Luga để chờ thời cơ thuận lợi hơn, nhất là cần chọn thời điểm quang mây để Quân đoàn không quân 8 (Đức) có thể yểm hộ cho các cuộc công kích trên bộ. Thống chế Wilhelm von Leeb không đồng ý dừng tấn công nhưng cũng không phản đối ý tưởng của Erich Höpner. Nhận thấy việc để cho các bàn đạp Luga và Staraya Russa tồn tại hai bên sườn sẽ rất nguy hiểm cho Tập đoàn quân xe tăng 4, Wilhelm von Leeb yêu cầu cả hai cánh của Tập đoàn quân xe tăng 4 phải công kích cùng lúc. Binh lực tấn công của Tập đoàn quân xe tăng 4 cũng được điều chỉnh. Quân đoàn xe tăng 41 di chuyển lên hướng Kingisepp. Quân đoàn cơ giới 56 thế chân Quân đoàn xe tăng 4 kiềm chế bàn đạp Luga. Tướng Ernst Busch, tư lệnh Tập đoàn quân 16 được lệnh sử dụng cánh trái của tập đoàn quân này để lập Cụm xung kích Shimsk gồm các quân đoàn bộ binh 1 và 28 để thay thế cho Quân đoàn cơ giới 56.

### Hướng Kingisepp
Ngày 10 tháng 8, Quân đoàn xe tăng 41 (Đức) chuyển hướng công kích vào khu phòng thủ Kingisepp của quân đội Liên Xô. Cuối ngày 10 tháng 8, các đơn vị tiên phong của Sư đoàn xe tăng 1 (Đức) chiếm được đầu cầu Porechye, Sư đoàn xe tăng 6 (Đức) cũng vượt sông Luga tại Sabsk. Ngày 12 tháng 8, Sư đoàn xe tăng 8 (Đức) được đưa vào tham chiến đã chọc thủng phòng tuyến của Sư đoàn dân quân 2 (Liên Xô) và Trung đoàn học viên Trường bộ binh Kirov tại khoảng giữa Sabsk và Porechya. Không để lỡ thời cơ, tướng Erich Höpner ra lệnh cho toàn bộ Quân đoàn xe tăng 41 vượt sông tại đầu cầu Sabsk, nhanh chóng triển khai tấn công tỏa ra hai bên sườn và cắt đứt đường sắt từ Krasnogvardeysk đi Kingisepp.
Đòn đột kích của Quân đoàn xe tăng 41 (Đức) đã chia cắt Cụm phòng thủ Kingisepp và Cụm phòng thủ Luga tại chỗ tiếp giáp giữa hai cụm này, nơi hiểm yếu nhất trên phòng tuyến Luga. Đòn đột kích này còn đe dọa tấn công từ phía sau Quân đoàn bộ binh 11 (Liên Xô) đang giữ phòng tuyến phía Bắc hồ Chudskoye trước 3 sư đoàn Đức đang tấn công từ hướng Rakvere, buộc quân đoàn này phải rút về Narva. Trước những đòn công kích liên tục của Quân đoàn bộ binh 38 (Đức), ngày 15 tháng 8, Quân đoàn bộ binh 11 (Liên Xô) buộc phải bỏ Narva rút sang bờ Đông sông Narva. Pháo binh bờ biển và các pháo hạm của hạm đội Baltic đã tạm thời chặn được cuộc tấn công vượt sông Narva của các sư đoàn bộ binh 114, 291 và 374 (Đức) tại bờ Tây sông Narva được mấy ngày.
Ngày 12 tháng 8, Bộ tư lệnh Phương diện quân "Bắc" (Liên Xô) đưa Quân đoàn bộ binh 50 và Sư đoàn xe tăng 1 ra trấn giữ hướng Moloskovitsy. Cả sư đoàn chỉ có 58 xe tăng trong đó có 4 chiếc T-28 và 7 chiếc KV-1. Đến ngày 14 tháng 8, có thêm 12 xe tăng KV-1 từ Nhà máy Kirov đến tăng viện. Do tiếp cận chiến trường chậm trễ nên từng trung đoàn của Sư đoàn xe tăng 1 (Liên Xô) không thể chặn được đòn tấn công của 3 sư đoàn xe tăng Đức. Tình hình khu phòng thủ Kingisepp của quân đội Liên Xô ngày một nghiêm trọng hơn khi ngày 16 tháng 8, các sư đoàn xe tăng 1, 6 và 8 (Đức) tiếp tục khoét sâu lỗ thủng trên phòng tuyến của quân đội Liên Xô ở phía Nam Kingisepp. Sư đoàn xe tăng 6 (Đức) đánh chiếm nhà ga đầu mối Staryi Veymarnovsky (???), Sư đoàn xe tăng 1 (Đức) chiếm thị trấn Moloskovitsy, Sư đoàn xe tăng 8 (Đức) vượt qua thị trấn Domashovo. Trận tuyến phòng ngự của Cụm Kingisepp (Liên Xô) bị cắt làm đôi. Các sư đoàn bộ binh 11, 118, 191 và Sư đoàn dân quân 2 Leningrad bị Quân đoàn bộ binh 38 (Đức) dồn lên phía Bắc và phải bố trí phòng thủ cơ động dọc theo tuyến đường bộ từ Kingisepp đi Ilyeshi. Các sư đoàn bộ binh 90, 281, Sư đoàn dân quân 4 và Sư đoàn xe tăng 1 (Liên Xô) bị đánh bật về tuyến Ilyeshi, Malaya Vruda, Letoshitsy, Orlovka (???), Gusina (???). Khu phòng thủ Krasnogvardeysk, tiền đồn phía Nam Leningrad, nơi có các sân bay của không quân thuộc Quân khu Leningrad (Liên Xô) bắt đầu bị uy hiếp.
Ở phía Bắc Luga, Sư đoàn bộ binh 1 và Sư đoàn cơ giới 36 (Đức) bắt đầu vây bọc Cụm phòng thủ Luga của quân đội Liên Xô từ hướng Bắc. Ngày 17 tháng 8, Quân đoàn xe tăng 41 (Đức) đánh chiếm đầu mối giao thông đường sắt quan trọng ở Volosovo và chỉ còn cách thành phố Krasno-Gvardeysk 40 km về phía Tây. Trên khu vực này hầu như không còn một đơn vị quân đội Liên Xô nào. Nguyên soái K. E. Voroshilov buộc phải điều ba sư đoàn bộ binh dự bị 270, 274 và 282 vừa mới được thành lập một cách vội vã ra phòng thủ khu vực Krasno-Gvardeysk. Trên cánh Bắc, Cụm phòng thủ Kingisepp (Liên Xô) bị đánh bật về phía Bắc con đường bộ từ Krasnoye Selo đi Kingisepp. Nhiều trận giao chiến ác liệt đã nổ ra dọc con đường này tại Antashi, Teshkovo (???), Pruzhitsy, Krestovo (kyorstovo) và Alekseyevka giữa Sư đoàn xe tăng 1, Sư đoàn bộ binh 281, các sư đoàn dân quân tình nguyện 1 và 2 Leningrad (Liên Xô) với Sư đoàn xe tăng 6, Sư đoàn cơ giới 36 và Sư đoàn bộ binh 1 (Đức).

### Hướng Shimsk - Batetsky
Sau trận phản công Soltsy bất thành với thiệt hại lớn của Quân đoàn bộ binh 16, ngày 4 tháng 8, Bộ tư lệnh hướng Tây Bắc (Liên Xô) gấp rút cải tổ lại Cụm phòng thủ Novgorod thứ nhất thành Tập đoàn quân 48 bao gồm các sư đoàn bộ binh 128 và 311, Lữ đoàn bộ binh sơn chiến 1, Trung đoàn bộ binh độc lập 170, Trung đoàn lựu pháo 541 và Sư đoàn xe tăng 21. Thực chất đây chỉ là một quân đoàn tăng cường nhưng lại phải trấn giữ một địa đoạn dài gần 60 km từ hồ Ilmen qua Shimsk đến sông Luga với binh lực mỏng và hầu như không có lực lượng dự bị ở thê đội 2. Khác với địa thế của các cụm phòng thủ Luga và Kingisepp, khu vực này không có con sông nào chảy qua để làm chướng ngại thiên nhiên trong phòng thủ.
Trinh sát mặt trận của Tập đoàn quân 48 (Liên Xô) đã không phát hiện được ngay phía trước họ không còn là các đơn vị của Quân đoàn cơ giới 56 (Đức) đã bị thiệt hại qua trận phản công Soltsy mà là 2 quân đoàn mới được chuyển đến từ cánh trái của Tập đoàn quân 16 (Đức) gồm các sư đoàn bộ binh 11, 21, 22, 122, 126, 128, Sư đoàn cơ giới SS "Totenkopf" và Sư đoàn dự bị 96. Với ưu thế binh lực gấp 3 lần về bộ binh và nhỉnh hơn về thiết giáp, tướng Kuno-Hans von Both có thể triển khai 2 thê đội xung kích mạnh để tấn công ngay từ ngày đầu của chiến dịch, tạo nên một mật độ binh lực cao gồm 5 sư đoàn bộ binh và 1 sư đoàn cơ giới trên 50 km chính diện tấn công. Mặc dù thời tiết không cho phép máy bay hoạt động nhưng Quân đoàn bộ binh 1 (Đức) vẫn phá vỡ tuyến phòng thủ của quân đội Liên Xô ở phía đông sông Mshaga, tạo ra một lỗ thủng rộng đến 16 km bên cánh trái của Tập đoàn quân 48 (Liên Xô).
Ngày 7 tháng 8, Sư đoàn bộ binh 11 (Đức) phối hợp với Sư đoàn cơ giới SS "Totenkopf" đánh chiếm Shimsk. Sau khi để lại sư đoàn bộ binh 128 kiềm chế cánh trái của Tập đoàn quân 48 (Liên Xô) tại khu vực Novgorod, tướng Kuno-Hans von Both tiếp tục triển khai cánh quân xe tăng xung kích tấn công lên Chudovo nhằm cắt đứt con đường sắt Moskva - Leningrad. Ở cánh trái, Quân đoàn bộ binh 28 (Đức) triển khai tấn công dọc theo con đường sắt Utorgosh đi Leningrad qua Batetsky và đến ngày 11 tháng 8 đã chiếm được một vị trí đầu cầu trên bờ hữu ngạn sông Oredezh, phía Tây Bắc Luga. Đòn đột kích vào phía sau của Quân đoàn bộ binh 28 (Đức) đã buộc tướng A. N. Astanin phải điều bớt lực lượng từ hướng Luga sang đối phó với bàn đạp nguy hiểm của quân Đức trên hướng sông Oredezh. Cụm phòng thủ Luga của quân đội Liên Xô đứng trước nguy cơ bị hợp vây từ phía Nam.
Sự kiện phòng tuyến Luga ở khu vực Shimsk bị phá vỡ đã tạo điều kiện cho Cụm tập đoàn quân "Bắc" (Đức) tấn công sâu hơn trên hướng Nam Leningrad. Ngày 22 tháng 8, Quân đoàn cơ giới 39 (Đức) được điều động từ Tập đoàn quân xe tăng 3 đến mặt trận phía Bắc hồ Ilmen đã làm tăng thêm sức đột kích của quân đội Đức Quốc xã tại đây. Ngày 25 tháng 8, Quân đoàn cơ giới 39 và các quân đoàn bộ binh 1 và 28 (Đức) đã có mặt ở phía Nam Chudovo 15 km. Tập đoàn quân 48 (Liên Xô) bị thiệt hại nặng và phải tổ chức lại thành Cụm phòng thủ Novgorod thứ hai do thiếu tướng I. T. Korovnikov chỉ huy, binh lực bao gồm các trung đoàn còn lại của Tập đoàn quân 48 và Sư đoàn xe tăng 28 mới được điều động từ lực lượng dự bị của STAVKA.

### Cuộc phá vây ở Luga
Bộ tư lệnh Cụm tập đoàn quân "Bắc" (Đức) thấy việc để Cụm tác chiến Luga (Liên Xô) tồn tại ở bên sườn của cả hai cánh quân của Georg-Hans Reinhardt và Kuno-Hans von Both không phải là mối đe dọa lớn. Trên thực tế, cụm phòng thủ này đã bị Quân đoàn xe tăng 56 (Đức) đánh thiệt hại nặng và sẽ không thể giữ nổi trận địa một khi bị cắt hết các đường giao thông quan trọng nối với hậu phương. Thống chế Wilhelm von Leeb cho rằng một khi Leningrad bị bao vây và đánh chiếm, khi Quân đoàn xe tăng 41, Quân đoàn cơ giới 39 và các quân đoàn bộ binh 1, 28 và cánh trái của Tập đoàn quân 18 tiến ra phía Đông Nam hồ Ladoga thì Cụm quân Liên Xô tại khu phòng thủ Luga sẽ không còn đáng lo ngại nữa.

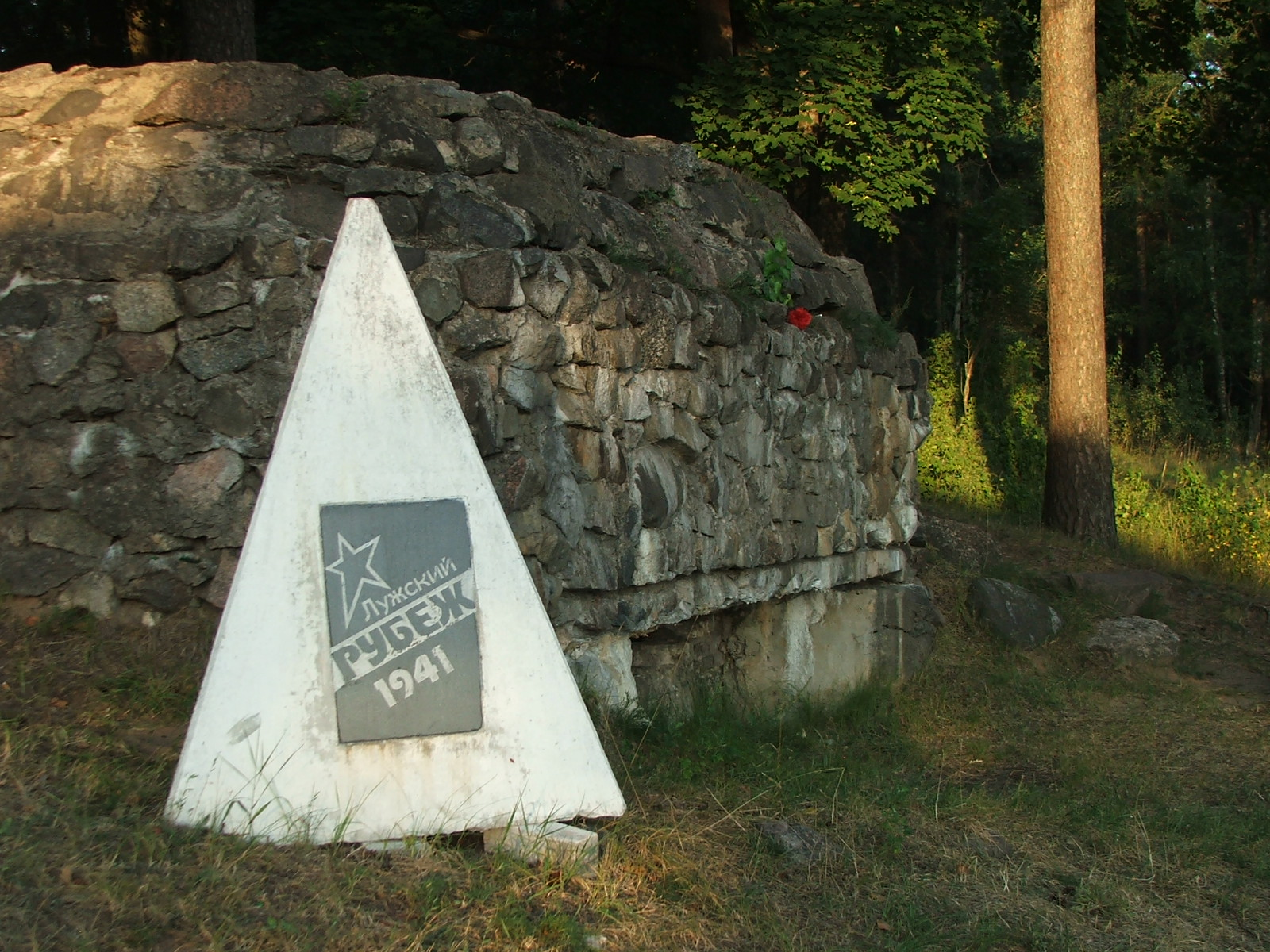
Di tích tuyến phòng thủ Luga của quân đội Liên Xô năm 1941

Sở dĩ Bộ tư lệnh hướng Tây Bắc (Liên Xô) chậm rút quân khỏi khu vực Luga là vì họ hi vọng vào đòn phản công của các tập đoàn quân 11, 34 và 27 thuộc Phương diện quân Tây Bắc sẽ kéo lùi quân Đức trở lại. Tuy nhiên, đến ngày 25 tháng 8, khi Trận phản công Staraya Russa thất bại thì Phương diện quân Bắc (Liên Xô) buộc phải tính đến việc rút quân khỏi "cái chảo" Luga. Lực lượng Liên Xô bị vây tại khu vực Luga và trên tuyến sông Oredezh gồm các sư đoàn bộ binh 70, 90, 111, 177 và 235, các sư đoàn dân quân 1, 3 Leningrad và Sư đoàn xe tăng 24. Ngày 26 tháng 8, tướng A. N. Astanin ra lệnh cho các sư đoàn xoay chính diện 180 độ về hướng Đông Bắc và đồng loạt phá vây. Ngày 28 tháng 8, tuyến bao vây của quân đội Đức Quốc xã tại các khu vực Kirishi, Pogostye và Nam Siversky lần lượt bị chọc thủng, một số lớn thiết giáp và bộ binh Liên Xô bắt đầu thoát khỏi vòng vây. Giữa tháng 9 năm 1941, các sư đoàn bộ binh 111, 177 và trung đoàn còn lại của Sư đoàn xe tăng 24 nhập vào tuyến phòng thủ Leningrad ở khu vực Lyuban. Các sư đoàn bộ binh 70 và 90 rút về khu phòng thủ Krasnogvardeysk. Sư đoàn bộ binh 235 rút về Chudovo.

## Kết quả và ảnh hưởng
Các trận đánh phòng ngự trên tuyến sông Luga của quân đội Liên Xô chỉ có thể cầm chân quân đội Đức Quốc xã tại tuyến phòng thủ chiến lược phía Tây Nam Leningrad không quá 40 ngày. Cuối cùng, phòng tuyến được xây dựng rất công phu này của Phương diện quân Bắc (Liên Xô) vẫn sụp đổ khi Cụm tập đoàn quân "Bắc" (Đức) được tăng viện thêm 1 quân đoàn cơ giới và 2 quân đoàn bộ binh để tấn công vào những chỗ hiểm yếu trên phòng tuyến Luga. Các binh đoàn xe tăng Đức tiến lên thêm hơn 120 km về hướng Leningrad, đe dọa bao vây thành phố từ phía Nam và uy hiếp con đường sắt huyết mạch nối Leningrad với Moskva. Quân đội Liên Xô tổn thất trên 120.000 người chết và bị thương, khoảng 20.000 người bị bắt làm tù binh, 443 pháo và súng cối, 139 xe tăng các loại bị phá hủy hoặc hư hỏng nặng.